# 酒井忠音
酒井 忠音（さかい ただおと、元禄4年10月20日（1691年12月9日） - 享保20年5月18日（1735年7月8日）は、江戸時代中期の若狭小浜藩第5代藩主。老中。小浜藩酒井家6代。

## 生涯

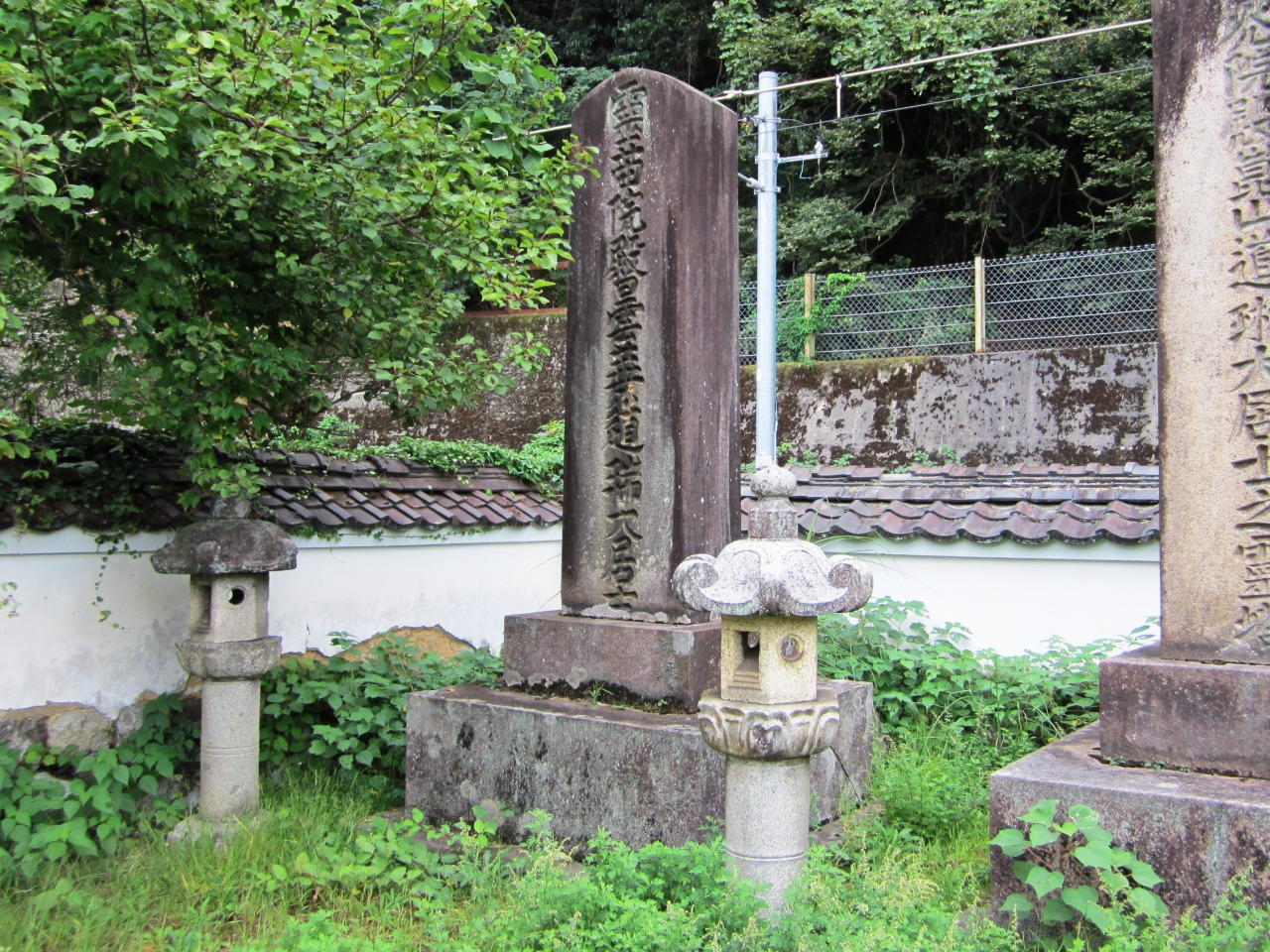
空印寺の墓

越前敦賀藩主酒井忠稠の次男。母は土井利房の娘。正室は有馬頼元の娘。子に酒井忠通（長男）、酒井忠竜（次男）、酒井忠存（三男）、酒井忠用（四男）、酒井忠与（五男）、酒井忠順（七男）、有馬則憑（十男）。
宝永3年（1706年）、小浜藩主・酒井忠囿の養子となり家督を相続。徳川吉宗の将軍就任後、奏者番、寺社奉行、大坂城代、老中を歴任し、享保の改革を支えた。享保20年（1735年）急死。死後、三男・忠存が後を継いだ。墓所は福井県小浜市の空印寺。

## 経歴
- 1691年（元禄4年） - 10月20日に生まれる。
- 1706年（宝永3年） - 将軍に初御目見。酒井家相続。従五位下修理大夫に叙される。
- 1718年（享保3年） - 奏者番兼寺社奉行
- 1722年（享保7年） - 寺社奉行退任、帝鑑間席に戻る
- 1723年（享保8年） - 大坂城代、従四位下讃岐守に昇格
- 1728年（享保13年） - 老中。侍従にあげられる。
- 1735年（享保20年） - 5月17日に急病。翌日に在職のまま死去。享年46。

## 系譜
- 父：酒井忠稠
- 母：土井利房の娘
- 養父：酒井忠囿
- 正室：有馬頼元の娘
- 側室：家女房
  - 三男：酒井忠存（1720-1740）
- 側室：武藤氏
  - 四男：酒井忠用（1723-1775）
  - 五男：酒井忠与（1721-1762）
- 生母不詳
  - 長男：酒井忠通（1713-1720）
  - 次男：酒井忠竜
  - 七男：酒井忠順
  - 十男：有馬則憑